# Milan Kindl
Milan Kindl (* 14. května 1954 Žatec, Československo) je český právník a spisovatel, známý zejména jako bývalý děkan Právnické fakulty Západočeské univerzity v Plzni a jeden z hlavních aktérů její krize.

## Kariéra
V roce 1978 vystudoval pražskou právnickou fakultu a poté působil jako soudce Okresního soudu v Chomutově (od roku 1980), vědecký pracovník, komerční právník a následně advokát. Po roce 1999 byl dvakrát zvolen děkanem Právnické fakulty Západočeské univerzity v Plzni a poté působil ve funkci proděkana pro magisterské studium až do září 2009, kdy rezignoval v důsledku plagiátorské aféry. Byl členem právního poradního sboru prezidenta Václava Klause, což pro rok 2003 potvrzují oficiální webové stránky prezidenta republiky. Zastupuje Českou republiku v Radě OSN pro právo životního prostředí. Do 1. října 2009, kdy byl z funkce odvolán, působil též jako zástupce ředitele Ústavu státu a práva Akademie věd ČR. Jako arbitr zastupoval český stát v arbitráži s firmou Diag Human. Tato arbitráž měla určit konečnou výši odškodného, jež český stát má firmě za neuskutečněné obchody s krevní plazmou zaplatit.
U britského International Biographical Centre (IBC) si zakoupil zařazení mezi dva tisíce „nejvýznamnějších intelektuálů 21. století“ a také si v roce 2003 koupil u American Biographical Institute vyhlášení „Mužem roku“.

## Plagiátorská aféra na PF ZČU
Kindl byl školitelem proděkana Právnické fakulty ZČU Ivana Tomažiče, který do své dizertační práce opsal desítky stran cizích textů. Plagiátem byl i oponentský posudek děkana fakulty Jaroslava Zachariáše. Po odhalení Lidovými novinami v září 2009 přišel Kindl s vysvětlením, že šlo údajně o řízenou provokaci, která měla být pastí na nespecifikovaného „donašeče a špiona“. Redaktor LN Tomáš Němeček na základě posouzení dizertace odborníkem podal na Kindla i na jeho dva kolegy trestní oznámení. Později se Kindl (podobně jako Zachariáš a Tomažič) pod tlakem médií vzdal své funkce a rektor univerzity 29. září dočasně pověřil funkcí děkana bývalého ministra spravedlnosti Jiřího Pospíšila (ODS).
Počátkem roku 2010 Kindl zažaloval ředitelku akreditační komise Vladimíru Dvořákovou za výroky o mafiánských a klientských sítích na plzeňské fakultě a v žalobě požadoval 150 tisíc korun a omluvu zaslanou jemu a zároveň otištěnou v celostátním deníku. 6. září 2010 ale svou žalobu stáhl, a řízení bylo zastaveno.
V roce 2011 mu byl spolu s Jaroslavem Zachariášem, Ivanem Tomažičem a Danielem Teleckým udělen Českým klubem skeptiků Sisyfos zlatý Bludný balvan v kategorii družstev za „příkladné zviditelnění jména své fakulty doma i v zahraničí“.